# Litoria fallax
Litoria fallax é uma espécie de anfíbio anuro da família Pelodryadidae.
Está presente em Austrália, Guam. Foi introduzida em Guam.

## Morfologia
L. fallax é um anfíbio pequeno, com em torno de 2,5 cm. Possui um dorso liso verde-claro ou dourado, com listras marroms laterais; caso a coloração for verde-clara, a lista pequena, localizada entre o olho e a narina.

## Reprodução
Os ovos são depositados em pequenos aglomerados e presos à vegetação perto da superfície da água em pântanos, lagoas permanentes e represas. 

Os girinos podem atingir um comprimento total de até 5 cm e são de cor dourada translúcida ou marrom-oliva. Se visto de lado, a metade inferior do corpo será branca, claramente separada da cor do dorso. Os girinos geralmente permanecem perto dos corpos d'água superficiais e levam de dois meses e meio a quatro meses e meio para se transformarem em sapos.

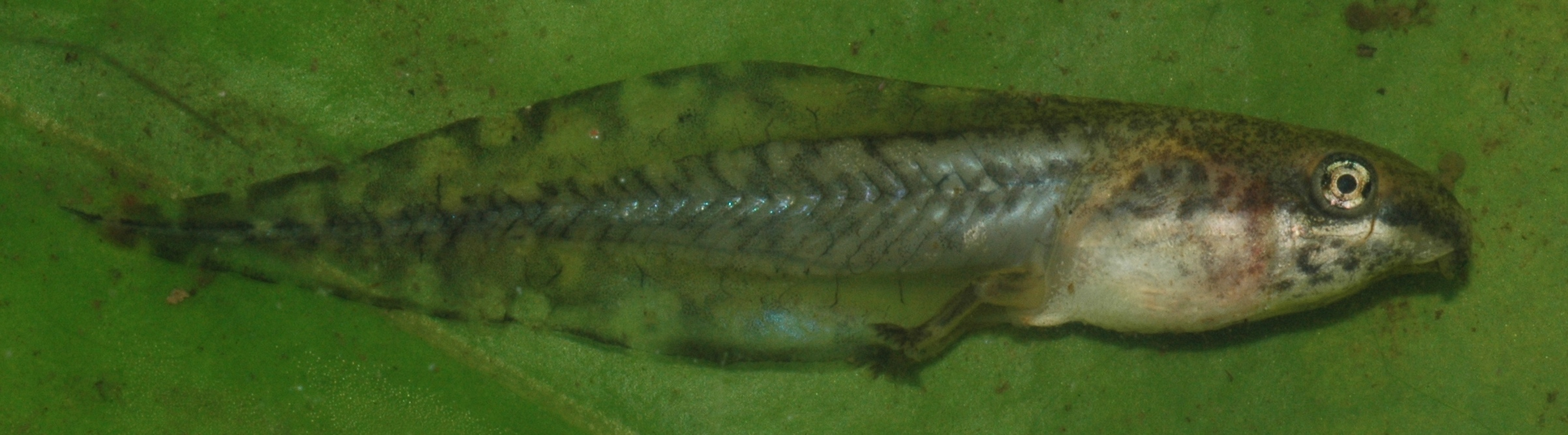
Girino.

## Taxonomia
Litoria fallax faz parte do grupo espécie L. bicolor, que foi criado para acomodar 7 espécies da região que apresentavam características em comum.
Os outros integrantes do grupo são: Litoria cooloolensis da Austrállia; Litoria bicolor da Austrália e Papua Nova Guiné; Litoria bibonius, Litoria contrastens, Litoria longicrus e Litoria mystax da Papua Nova Guiné.